# Shun Obu
Shun Obu (født 24. november 1992) er en japansk fodboldspiller, som spiller for den japanske fodboldklub Albirex Niigata.